# Afonso Betotes
Afonso Betotes (morto depois de 951) foi um nobre da Alta Idade Média do Reino de Leão tendo sido conde em comarca de Deza em Pontevedra, Galiza.

## Relações familiares
Casado com Mendes das Astúrias, filha Hermenegildo Peres e Ibéria, de quem teve:
- Gonçalo Afonso Betote, casou com Tereza Eris de Lugo, filha de Ero Fernandes, governador de Lugo e de Ausenda ou Elvira